# Cornelia Ghijben
Cornelia Ghijben auch Jkfr. Bouhon (getauft 27. Dezember 1733 in Amsterdam; gestorben 1790?) war eine niederländische Schauspielerin.

## Leben
Cornelia Ghijben wurde am 27. Dezember 1733 in Amsterdam getauft. Sie war die Tochter des Austernverkäufers Robbert Ghijben (ca. 1702–nach 1762) und der Schauspielerin Elisabeth Mooij (1712–1759). Auch ihre Schwester Maria Elisabeth (1732–1800) war Schauspielerin, sie hatte zudem einen Bruder Johannes (geb. 1738). Am 12. Mai 1752 unterzeichnete Elisabeth Mooij einen Vertrag mit der Stadsschouwburg Amsterdam für die kommende Saison „sowohl für mich als auch für meine Tochter“, nämlich Cornelia. Die 20-jährige Cornelia Ghijben debütierte dort am 16. September 1752 in der Rolle der Ismene in „Scilla“, einer Tragödie von Lukas Rotgans. 1753 erhielt sie einen Gulden pro Vorstellung.
Im Jahr 1753 wurde eine sechszeilige Beleidigung eines gewissen Floris Bontekoning veröffentlicht, unterzeichnet mit „Castigatico“. Ihm wird vorgeworfen, „kürzlich“ ein Mädchen entehrt zu haben, nachdem er regelmäßig Ehebruch mit der Mutter begangen hatte. Aus einer begleitenden Fußnote geht hervor, dass sich das Mädchen auf Cornelia Ghijben bezieht. Es ist unklar, ob irgendetwas davon wahr ist. Das Gedicht richtete sich wahrscheinlich hauptsächlich gegen Bontekoning, auch Cornelia und ihre Mutter waren Opfer.
Einen weiteren Vertrag mit der Stadsschouwburg unterzeichnete ihre Mutter im Mai 1755. Diesmal für sich, ihre Tochter Cornelia und ihre Tochter Maria Elisabeth. Wenige Monate später heiratete Cornelia Ghijben am 7. August 1755 den aus Lüttich stammenden Tänzer und Schauspieler Johannes Bouhon. Das Paar schloss am 8. Mai 1756 einen gemeinsamen Vertrag mit der Stadsschouwburg. Sie hatten mindestens fünf Kinder, von denen die beiden Erstgeborenen Johannes (geb. 1756) und Cornelia (geb. 1757) ebenfalls ans Theater gingen.
Zusammen erhielten Ghijben und Bouhon in der Saison 1759/60 pro Auftritt 10 Gulden sowie eine Anerkennung von 250 Gulden. Dabei spielte Ghijben die ersten Rollen, aber sie fungierten beide auch als Statisten. Während der jährlichen Sommerferien reisten sie mit anderen Amsterdamer Schauspielern und Schauspielerinnen mit Auftritten zu den Jahrmärkten. In diesen Jahren erhielt Cornelia als Spielerin pro Saison 450 Gulden, 1758 kam eine Anerkennung von 150 Gulden hinzu. Im Sommer 1762 trat sie in Den Haag auf, wo sie als einzige Einzeldarstellerin vom Statthalterhof ein Trinkgeld von 105 Gulden erhielt.
Nach einem Streit mit dem Amsterdamer Theaterregenten reisten Cornelia Ghijben und ihr Mann Anfang 1763 nach Leiden, um sich der neu gegründeten Kompanie des Schauspielers Marten Corver anzuschließen. 1765 kehrte sie an das Amsterdamer Theater zurück. Es ist nicht klar, ob sie sich 1770 und 1771 auch in Den Haag aufhielt, als ihre Kinder dort auftraten. Einer Übersicht über die Amsterdamer Truppe von 1772 zufolge war sie in diesem Jahr die erste Schauspielerin in Tragödien und Komödien. Laut derselben Liste gehörte auch Abraham Bouhon als Schauspieler und Tänzer zur Truppe. Das könnte Cornelias jüngster Sohn (1761–1783) gewesen sein.
Nach dem Brand des Amsterdamer Theaters im Mai 1772 zogen Cornelia Ghijben und Johannes Bouhon 1773 mit ihren Kindern in das neue Theater in Rotterdam, das vom Schauspieler Jan Punt gegründet worden war. Cornelia und die Kinder erhielten dort Rollen, Johannes wurde Statist. Nach einem Streit mit Punt reiste die gesamte Familie Bouhon bald ab, um „auf eigene Rechnung auf dem Utrechter Jahrmarkt zu spielen“. Eine angebliche „Gesellschaft von Theaterfreunden in Dordrecht“ bat Johannes, nach Rotterdam zurückzukehren, weil sie nur Stücke sehen wollten, „in denen der geliebte Mensch eine gute Rolle spielte“, und das wurde ihnen nun verwehrt. Sie gingen jedoch nicht nach Rotterdam zurück.
Für den Neustart des Amsterdamer Theaters im Neubau, der kurz vor der Eröffnung stand, wurde eine neue Truppe zusammengestellt. Cornelia Ghijben wurde als erste Schauspielerin für 1200 Gulden angestellt, ihr Mann als Tänzer für 522 Gulden und die Kinder jeweils für 400 Gulden. Am 17. September 1774 stand die gesamte Familie Bouhon bei der Eröffnungsvorstellung des neuen Amsterdamer Theaters am Leidseplein auf der Bühne. 1776 unterzeichnete das Paar einen Vierjahresvertrag mit dem Theater, in dem Ghijben als Schauspielerin in Tragödien und Komödien engagiert wurde. Cornelia Ghijben war eine gefeierte Schauspielerin, die für ihre statuarische Schönheit bekannt war.
Cornelia Ghijben und Johannes Bouhon ließen sich im Mai 1777 vom Amsterdamer Gericht scheiden. Die Begründung war „unterschiedliche Gemüter und Meinungsverschiedenheiten“. Ghijben zog beim Ehepaar Linthorst ein. Im April 1778 drohte ihr wegen eines Streits mit den Theaterregenten die Entlassung. Die Affäre verlief im Sande. Sowohl sie als auch Bouhon erfüllten den Vierjahresvertrag, der bis 1780 lief. Dann ging Bouhon, während Ghijben blieb. Vermutlich erhielt sie einen weiteren Vierjahresvertrag, doch im April 1784 beantragte und erhielt sie ihre Entlassung aus dem Theater. Es gab Gerüchte, das Paar wäre wieder zusammengekommen und woanders hingezogen, um ein ruhiges Leben zu führen. Ihr Sohn Johannes lebte inzwischen in Batavia, wo er 1780 ein Theater gegründet hatte, welches vermutlich aber nur kurze Zeit existierte, auch ihr Sohn Abraham lebte im Osten. Dort starb er im Januar 1783. Es ist nichts weiter über Cornelia Ghijben bekannt, außer dass sie 1790 gestorben sein soll.

### Das Verleumdungsgedicht
Das Verleumdungsgedicht „Castigatico“ verfolgte Cornelia Ghijben Zeit ihres Lebens. Die Geschichte tauchte, erheblich erweitert, um 1790 in dem anonymen Klatschbuch „'t Galante leeven der Nederlandscheschauspielerinnen“ wieder auf. Dort wird unterstellt, dass Cornelia im Alter von fünfzehn Jahren, etwa 1748, der Gnade ihrer liederlichen Mutter und damit Bontekoning ausgeliefert war. Dies soll nach dem Tod ihres Vaters geschehen sein. Allerdings starb Cornelias Vater nach 1762, lange nach seiner Frau. Es wird weiter behauptet, dass aus ihrer „Beziehung“ mit Bontekoning ein Kind geboren wurde. Es ist keine Spur davon zu finden. Van der Goes‘ Vermutung, dass es sich hierbei um Abraham handeln könnte, entspricht sicherlich nicht den Tatsachen: Schließlich wurde Abraham erst 1761 geboren. All dies macht den Artikel von Van der Goes aus dem Jahr 1878, der sich stark auf die Geschichte des Galante-Lebens stützt, ziemlich unzuverlässig.